# شهداء كاخونوس
شهداء كاخونوس هما خوان باوتيستا وخاثينتو دي لوس أنجلوس (العقد 1660 - 16 سبتمبر 1700)، كاثوليكيان مكسيكيان.

## التاريخ
تم تعيينهما من قبل السلطات الكهنوتية للرقابة على الممارسات الأخلاقية في بلدتهما والتأكد من حماية العقيدة في مواجهة المعتقدات والممارسات الوثنية والقبلية التي قد يتأثر بها المسيحيون الجدد في البلدة. لكن هذا وضعهم في صراع مع بعض السكان المحليين الذين قرروا تعقبهم وقتلهم. وهذا ما حدث بالفعل؛ إذ أجهزوا على الرجلين بعد اختبائهما في دير تابع للرهبنة الدومينيكانية في البلدة وبعد الإصرار على إيمانهما المسيحي لمهاجميهم؛ إذ ضحيا بنفسهما حتى لا يقتل كل من في الدير مثلما هدد المهاجمون. إذ تم جلدهم، ثم في اليوم التالي أُلقيا من أعلى التلة ليستقبلا عند السفح بالهراوات ثم يقطعا إلى أشلاء بالمناجل ويُبقر صدراهما ويستخرج قلباهما ويلقيا إلى الكلاب، وأخيرا تلقى جثتاهما في حفرة ثم تنقلت إلى الأبرشية المركزية في أوخاكا.

## التطويب
طوب البابا يوحنا بولس الثاني الشهيدين في 1 أغسطس 2002 أثناء زيارته الرسولية للمكسيك؛ وحضر المهاجرون المكسيكيون أبناء أوخاكا الذين يعيشون في الولايات المتحدة التطويب.